# アシハラガニ
アシハラガニ（葦原蟹、学名: Helice tridens）は、十脚目モクズガニ科（旧分類ではイワガニ科）に分類されるカニの一種。東アジアの干潟とその上部の塩沼に生息する中型のカニである。地方名としてシオガニ（佐賀県有明海沿岸）等もある。

## 特徴
成体は甲幅30mmほど。干潟を徘徊するカニとしては大型である。甲羅はわずかに横長の長方形で厚みがある。両眼の間が窪み、甲側縁には3個の鋸歯がある。鉗脚は左右同大で、太くて丸っこく、表面は滑らかである。生体の体色はほぼ全身青緑色だが、鋏脚は淡黄色で、甲も淡黄色の縁取りがある。外見はクロベンケイガニやハマガニにも似るが、鋏脚が左右同じ大きさで、体表に目立つ模様や顆粒がないことで区別できる。
従来の分類ではイワガニ科ベンケイガニ亜科とされていたが、21世紀初頭にカニ分類の大幅な見直しが行われ、本種と近縁種はモクズガニ科へ移された。

## 生態
中国東岸、香港、朝鮮半島、日本に分布する。日本では本州（青森県陸奥湾）以南に分布する。
河口や内湾の砂泥干潟やその上側にある塩沼に生息する。砂泥に直径3-4cm、深さ40cmほどの巣穴を掘って生活するが、アカテガニやベンケイガニのように海から遠く離れることはない。また和名に「アシハラ」とあるが、ヨシ原よりやや海側に多い。生息地周辺では、陸側に多いハマガニ、海側に多いハクセンシオマネキ、チゴガニ、ヤマトオサガニ等との棲み分けが見られる。
潮の引いた砂泥上で活動するが、昼よりも夜が活発である。食性は雑食性でいろいろなものを食べ、捨てられた生ごみを食べたり、コメツキガニやチゴガニなどの他のカニを捕食することもある。しかし、同属のヒメアシハラガニに比べると捕食性はかなり弱く、主食はヨシの葉などの植物質の分解過程のデトリタスである。雑食性の性質は有機物の分解を促す腐食連鎖の一員として生態系の中で重要な役割を担い、その生息孔を掘る性質によっても生物環境を立体的に豊かにするとされる。水面下ではテッポウエビ、アナジャコ、ハサミシャコエビなどが同じような役割をする。
一方、おもな天敵はシギやサギなどの海鳥である。敵が来ると巣穴に逃げ込むか、大きく頑丈な鋏脚を振りあげ威嚇する。また、その場に伏せてじっと動かないこともある。

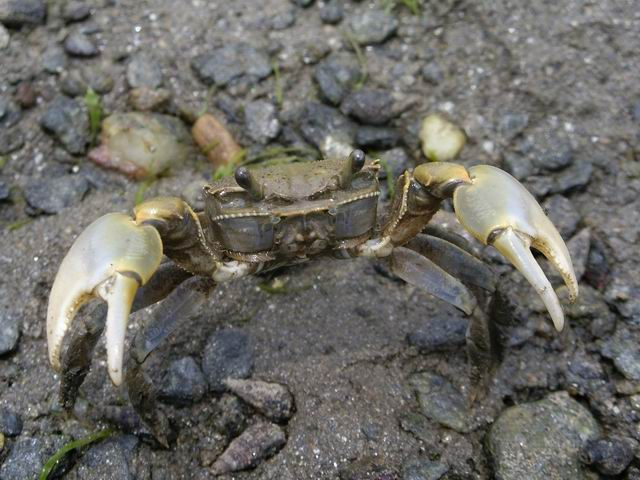
鋏脚を振りあげ威嚇する
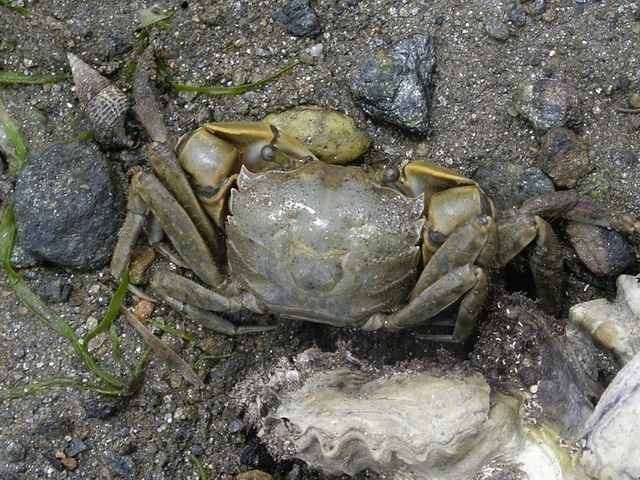
地に伏せる

繁殖期は夏で、この時期には抱卵したメスが見られる。孵化して海中に放出されたゾエア幼生は3週間ほどでメガロパ幼生に成長し、海岸へ戻ってくる。成熟するのに2年かかり、寿命は数年ほどとみられる。
地域によってはヤマトオサガニなどと同様、タイなどの釣り餌として捕獲される。

## 近縁種
アシハラガニの近縁種は、日本では他に3種類が知られ、いずれも潮が引いた干潟で見られる。かつては全てアシハラガニ属 Helice であったが、ヒメアシハラガニやミナミアシハラガニは別属に分けられた。
タイワンアシハラガニ Helice formosensis Rathbun, 1931
甲幅25mmほど。アシハラガニに似るが、体色が褐色で、甲表面に小さな顆粒がある。日本では奄美大島以南の南西諸島と台湾に分布する。
ミナミアシハラガニ Pseudohelice quadrata Dana, 1865
甲幅20mmほど。アシハラガニに似るが小型で、体格も丸みがある。体色は濃褐色で、白黒の斑点が散在する。インド太平洋沿岸の熱帯・亜熱帯域に広く分布し、日本では伊豆大島以南の西日本に分布する。アシハラガニとちがい、砂泥地ではなく礫地や転石地を好み、巣穴からあまり出てこない。
ヒメアシハラガニ Helicana japonica (K. Sakai et Yatsuzuka, 1980)
甲幅20mmほど。生体の体色は緑褐色で、全身に細かい白斑がある。相模湾以西の西日本に分布し、河口域の軟泥干潟に巣穴を掘って生息する。アシハラガニに比べて肉食性が強く、ハクセンシオマネキやチゴガニ等を捕食する。